# Saint-Amand (Creuse)
Saint-Amand település Franciaországban, Creuse megyében. Lakosainak száma 453 fő (2022. január 1.). Saint-Amand Aubusson, La Chaussade, Saint-Alpinien és Saint-Maixant községekkel határos.

## Népesség
A település népessége az elmúlt években az alábbi módon változott:
| Lakosok száma | 234  | 307  | 534  | 521  | 508  | 501  | 493  | 486  | 475  | 453  |
|               | 1968 | 1982 | 1990 | 2006 | 2013 | 2015 | 2017 | 2019 | 2020 | 2022 |